# アーサー・エドウィン・ケネリー
アーサー・エドウィン・ケネリー（Arthur Edwin Kennelly、1861年12月17日 - 1939年6月18日）は、アイルランド出身のアメリカ合衆国の電気工学者である。

## 生涯
ケネリーは1861年12月17日にインド・南ムンバイのコラバで、アイルランド人の海軍士官・デビッド・ジョセフ・ケネリーの子として生まれた。母のキャサリンは1863年、彼が3歳のときに亡くなった。同年、父が海軍士官を引退し、父とともにイギリスに戻った。彼はロンドンのユニバーシティカレッジスクールで教育を受けた。1878年に父はエレン・L・スペンサーと再婚し、シドニー＝ルイブール石炭鉄道会社の経営権を引き継いで、カナダ自治領・ノバスコシア州シドニーに一家で転居した。
ケネリーは、1887年12月にトーマス・エジソンのウェストオレンジ研究所に加わり、1894年3月まで在籍した。当時は、エジソンの直流送電陣営とニコラ・テスラの交流送電陣営による電流戦争の最中であり、ケネリーは、ハロルド・P・ブラウンによる、電気椅子で使用する電気の種類を決定する際の、交流が直流よりも危険であることを示すデモの助手を務めた。
その後、ケネリーはエドウィン・ヒューストンとともに電気工学のコンサルティング会社を設立した。彼らは共同で、Alternating Electric Currents（交流電流、1896年）、Electrical Engineering leaflets（電気工学のリーフレット、1896年）、Electric arc lighting（電気アーク照明、1902年）を執筆した。
1893年、彼はアメリカ電気学会(AIEE)でインピーダンスに関する論文を発表した。彼は、交流回路理論にオームの法則を適用する際の複素数の使用を研究した。 1902年、彼は電離層の電波スペクトルの電気的特性を調査し、それにより、ケネリー・ヘビサイド層（E層）の概念が生まれた。また、1902年にケネリーは、ベラクルス-フロンテラ-カンペチェのルートで海底ケーブルを敷設するメキシコの遠征隊の技術担当者となり、また、ケーブルの製造中にメキシコ政府の検査官を務めた。彼は1902年から1930年までハーバード大学の電気工学の教授であり、1913年から1924年まではマサチューセッツ工科大学の教授を兼務した。彼が博士論文の指導を行った学生の一人にヴァネヴァー・ブッシュがいる。
1911年にロンドン大学で双曲角と双曲線関数の理論を授業し、翌年、その内容を出版したことで、応用数学を進歩させた。
彼は、メートル法推進協会、照明工学会、国際電気標準会議米国委員会などの専門組織に積極的に参加した。1898年から1900年までAIEEの、1916年に無線学会(IRE)の会長をそれぞれ務めた。1924年にトロントで開かれた国際数学者会議(ICM)の招待講演者となった。
ケネリーは1939年6月18日にマサチューセッツ州ボストンで亡くなった。

## 賞と栄誉
- IEE（英語版） Institution Premium（1887年）
- エドワード・ロングストレス・メダル（1917年）
- ハワード・N・ポッツ・メダル（1918年）[6]
- IRE栄誉賞（1932年）「電波伝搬現象の研究と、現在広範に無線に応用されている交流回路分野における理論と測定方法への貢献に対して」
- レジオンドヌール勲章 シュヴァリエ（1933年）
- AIEEエジソンメダル（1933年）「電気伝送理論および国際電気規格の開発への貢献によって例示される、電気科学、電気工学、電気技術における功績に対して」

## 書籍
エドウィン・ヒューストンとの共著についてはエドウィン・ヒューストンを参照。
- Henry David Wilkinsonとの共著: Practical notes for electrical students (London: "The Electrician" Prtg. & Pub. Co., 1890)
- Wireless telegraphy and wireless telephony an elementary treatise (New York: Moffat, Yard & Co., 1913)
- The application of hyperbolic functions to electrical engineering problems; being the subject of a course of lectures delivered before the University of London in May and June 1911 (London: University of London Press, 1912)
- Artificial Electric Lines: Their Theory, Mode of Construction and Uses (New York: McGraw-Hill, 1917)
- Vestiges of Pre-metric Weights and Measures Persisting in Metric-system Europe 1926-1927 (New York: The Macmillan Company. 1928)

## 特許
- アメリカ合衆国特許第 479,167号 — "Electric meter"
- アメリカ合衆国特許第 500,236号 — "Electrostatic voltmeter"